# Thập niên 1310
Thập niên 1310 là thập niên diễn ra từ năm 1310 đến 1319.